# Ampezzo
Ampezzo – miejscowość i gmina we Włoszech, w regionie Friuli-Wenecja Julijska, w prowincji Udine.
Według danych na rok 2004 gminę zamieszkiwały 1162 osoby, 15,9 os./km².
Urodził tu się delegat apostolski w Albanii abp Leone Giovanni Battista Nigris.